# Danviks dårhus

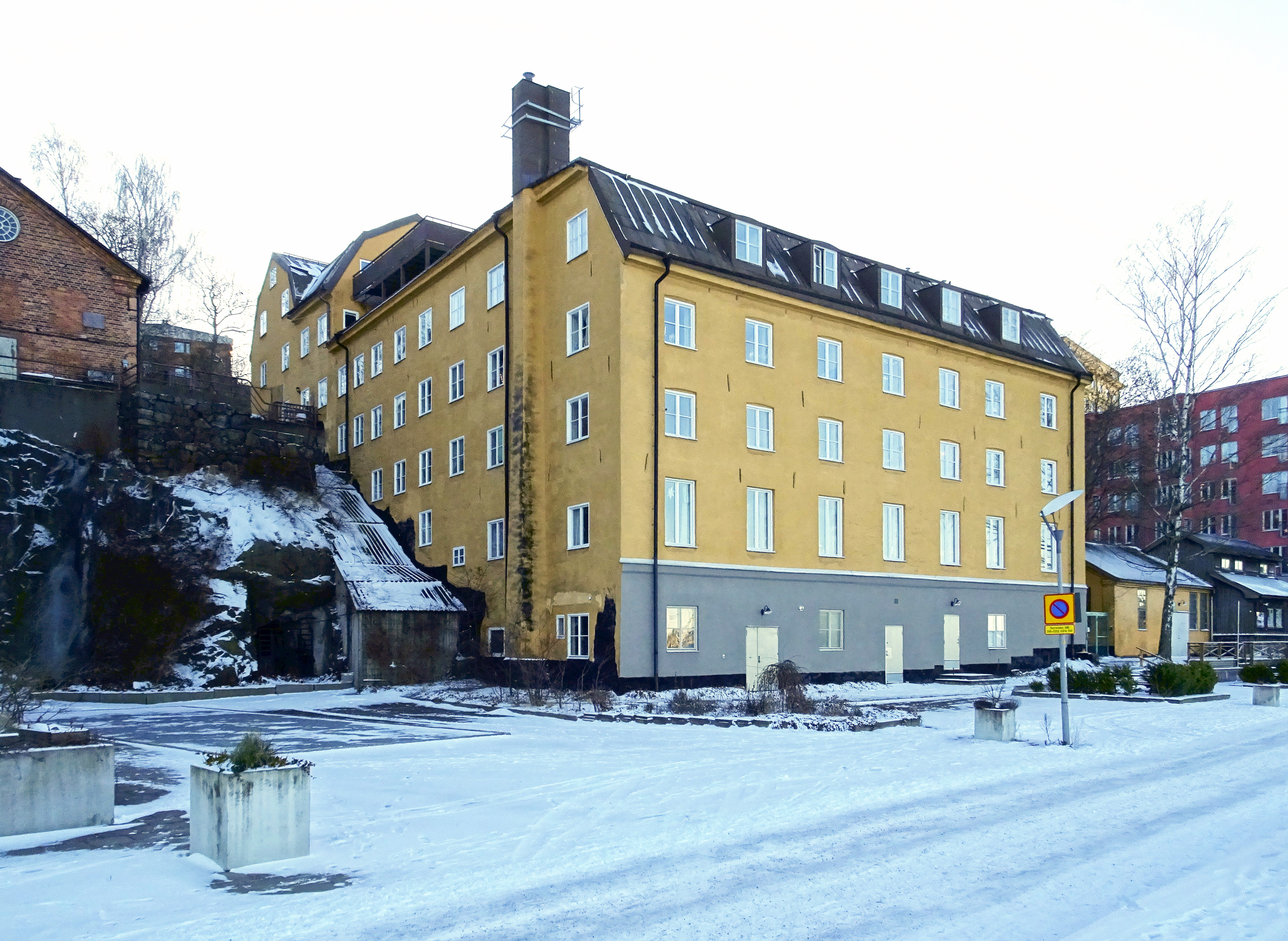
Danviks dårhus, eller Saltbruket som det också kallas, sedd från kajen i januari 2022.

Danviks dårhus är ett tidigare sinnessjukhus (dårhus) beläget vid Henriksborg i Nacka i Stockholms län. Sjukhuset, som var en filial till Danvikens hospital, existerade 1788–1861. Henriksborg var ett av de områden som Danvikens hospital redan från början förlänades.

## Historik

### Saltsjuderi

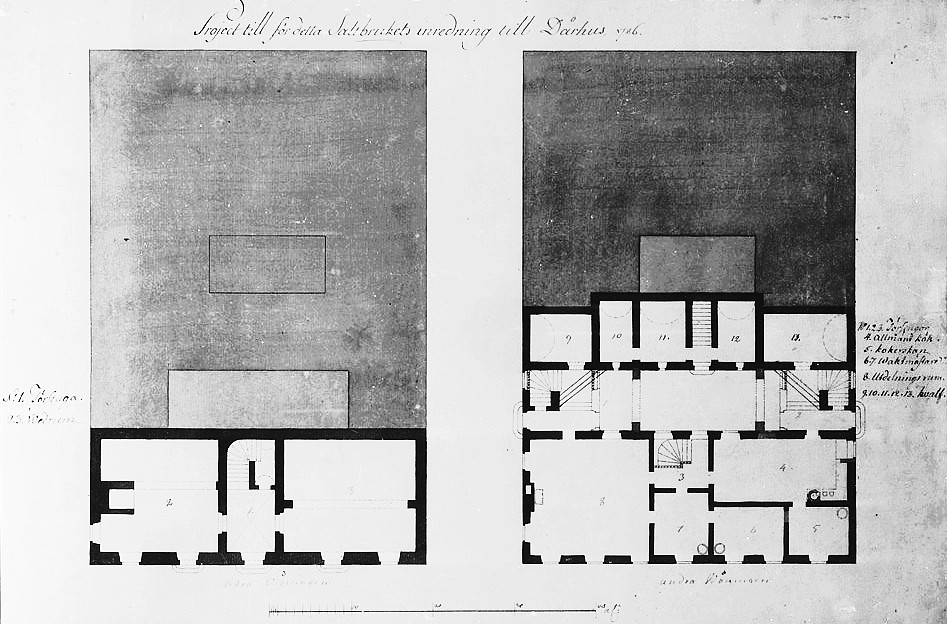
"Projekt till före detta Saltbrukets inredning till Dårhus", 1786.

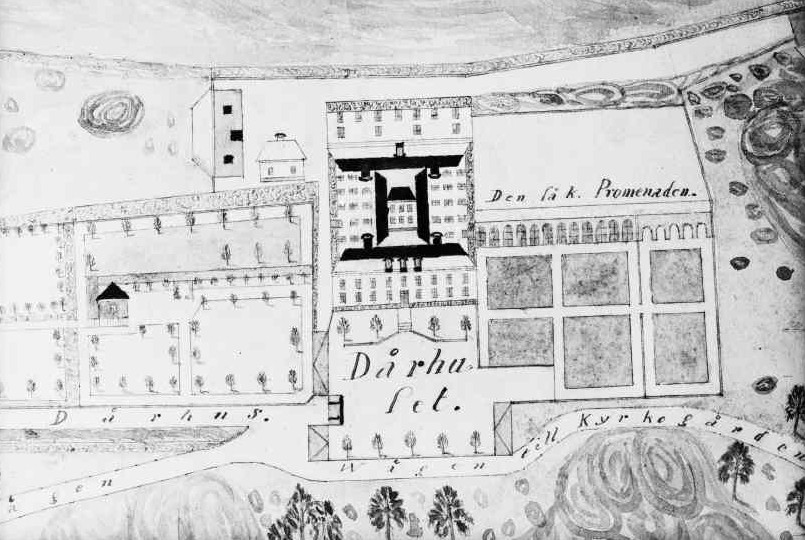
Plan över dårhuset från 1848.

År 1684 bestämde man sig emellertid för att arrendera ut det till holländaren Abraham Vichenhaan som uppförde ett saltsjuderi med saltmagasin där. Idén var att framställa salt ur Saltsjöns vatten vid sjuderiet, detta fungerade dock inte speciellt bra. Väster om saltsjuderiet ritade kartografen Jonas Brolin på sin karta av Henriksborg in en rysskyrkogård som nämns i en uppmätning: ”Fordom blifwit nyttjad till begrafningsställe och hwarpå ännu synes sänkningar och upphöjningar efter grafwar”. Idag finns där bara gräsmattor på terrasser.

### Sinnessjukhus
År 1788 lät nämligen Danvikens Hospital bygga om saltsjuderiet för att kunna flytta över vården av sinnessjuka och veneriskt smittade dit. De veneriskt smittade flyttades därifrån redan 1813, men '"dårarna'" kom att vara kvar där i ytterligare 50 år. I slutet av 1700-talet fick Danvikens dårhus besök av frihetshjälten och äventyraren Francisco de Miranda som kämpade för Ecuadors, Venezuelas och Colombias självständighet. ”Därefter besåg vi huset, som är byggt bekvämt och med omtanke för att kunna ta hand om denna olyckliga del av mänskligheten”, skrev han i sin dagbok.
Med tiden började man dock reformera vården av sinnessjuka, och dårhuset förvandlades snart från att ha varit en förvaringsplats för dårar till en plats med ambitioner att bota sinnessjuka. År 1820 hade sjukhuset 86 intagna fördelade på 41 rum. Således drabbades anläggningen snart av överbeläggning, men också av nya vårdideal som på 1850-talet dömde ut den. År 1861 stängdes slutligen Danviks dårhus och de intagna flyttades över till det nybyggda Konradsbergs sjukhus.

### Bostadshus för fabriksarbetare
Den gamla sjukhusbyggnaden kom sedan att fungera som arbetarbostäder för oljeslageriet AB Sommelii fabriker, som flyttade sin tillverkning till Henriksborg 1887. Därefter förvärvade KF området och uppförde ett charklaboratorium (det så kallade Gomanhuset) bredvid byggnaden.
Idag innehåller huset vanliga bostäder inom bostadsrättsföreningen Henriksborg. Här bor bland andra konstnären Lars Kleen som har sin ateljé i tegelhuset intill, och författaren Anna-Karin Palm. En trappa leder från Finnbodavägen förbi Danviks dårhus ner till Danvikstrand. I gällande detaljplan från år 2001 har fastigheten en q-märkning vilket innebär att den är kulturhistoriskt värdefull och att exteriören ej får förvanskas.

### Nutida bilder, "Gula huset"

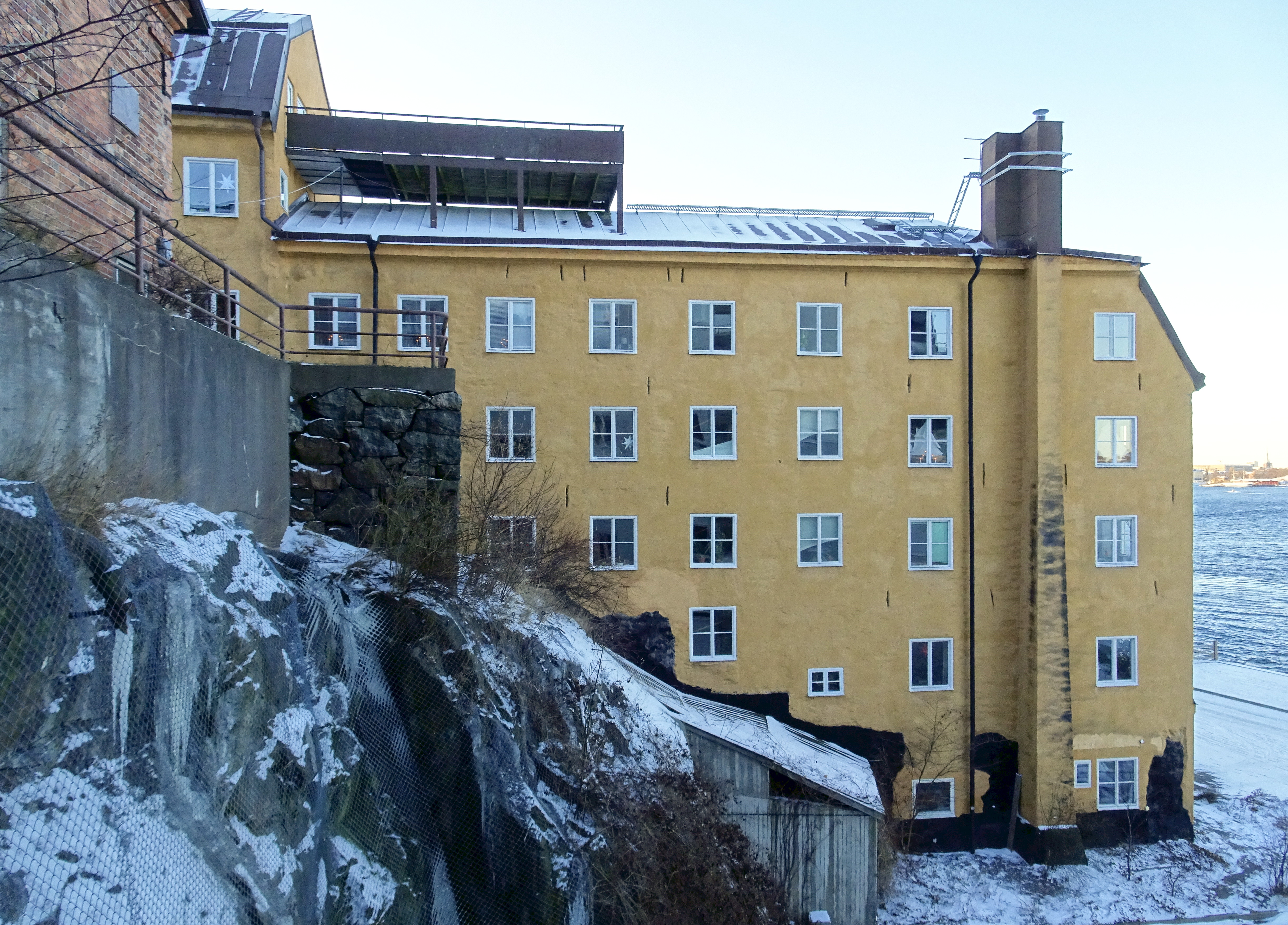
Fasad mot öster.
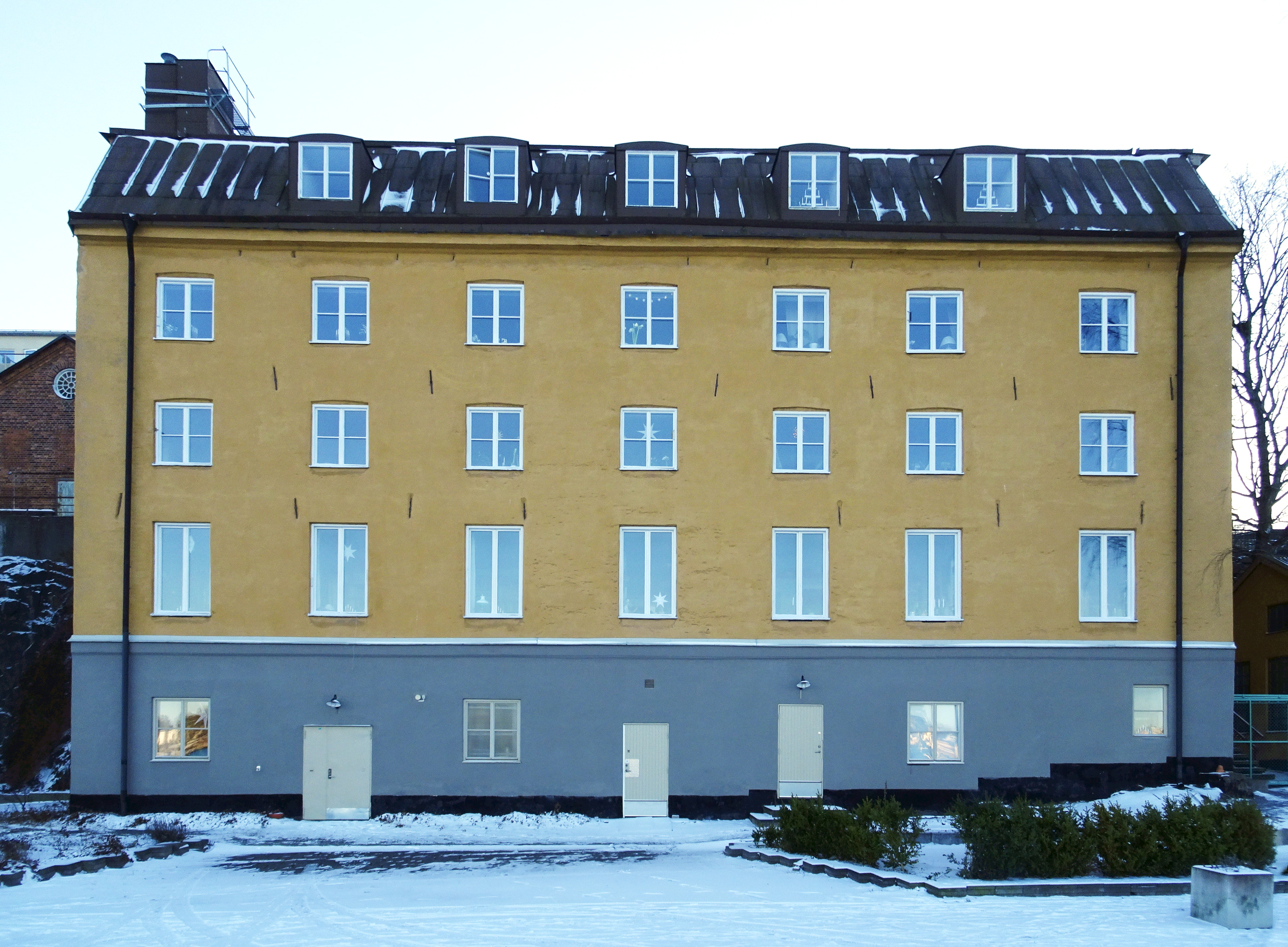
Fasad mot norr.
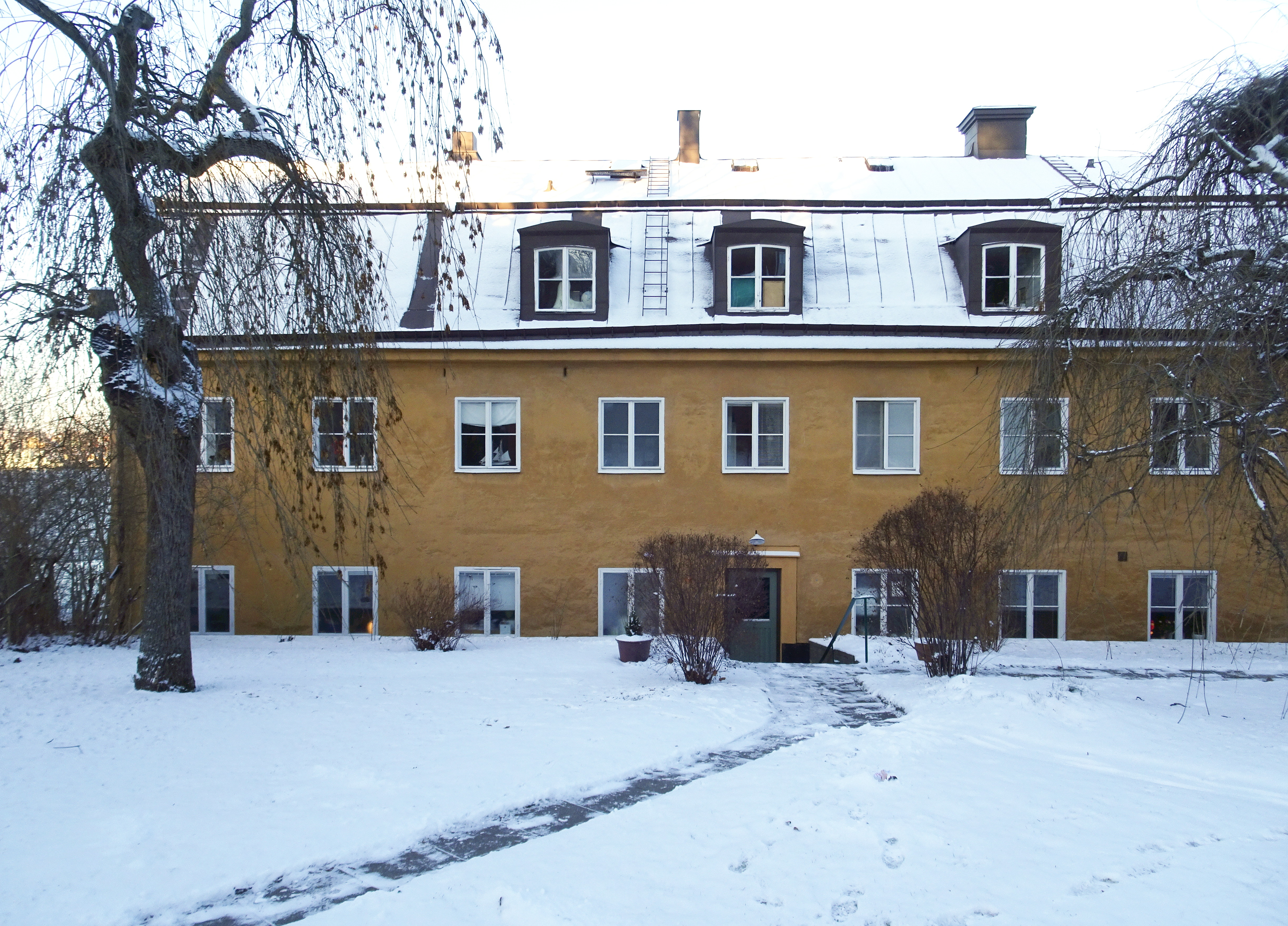
Fasad mot söder.
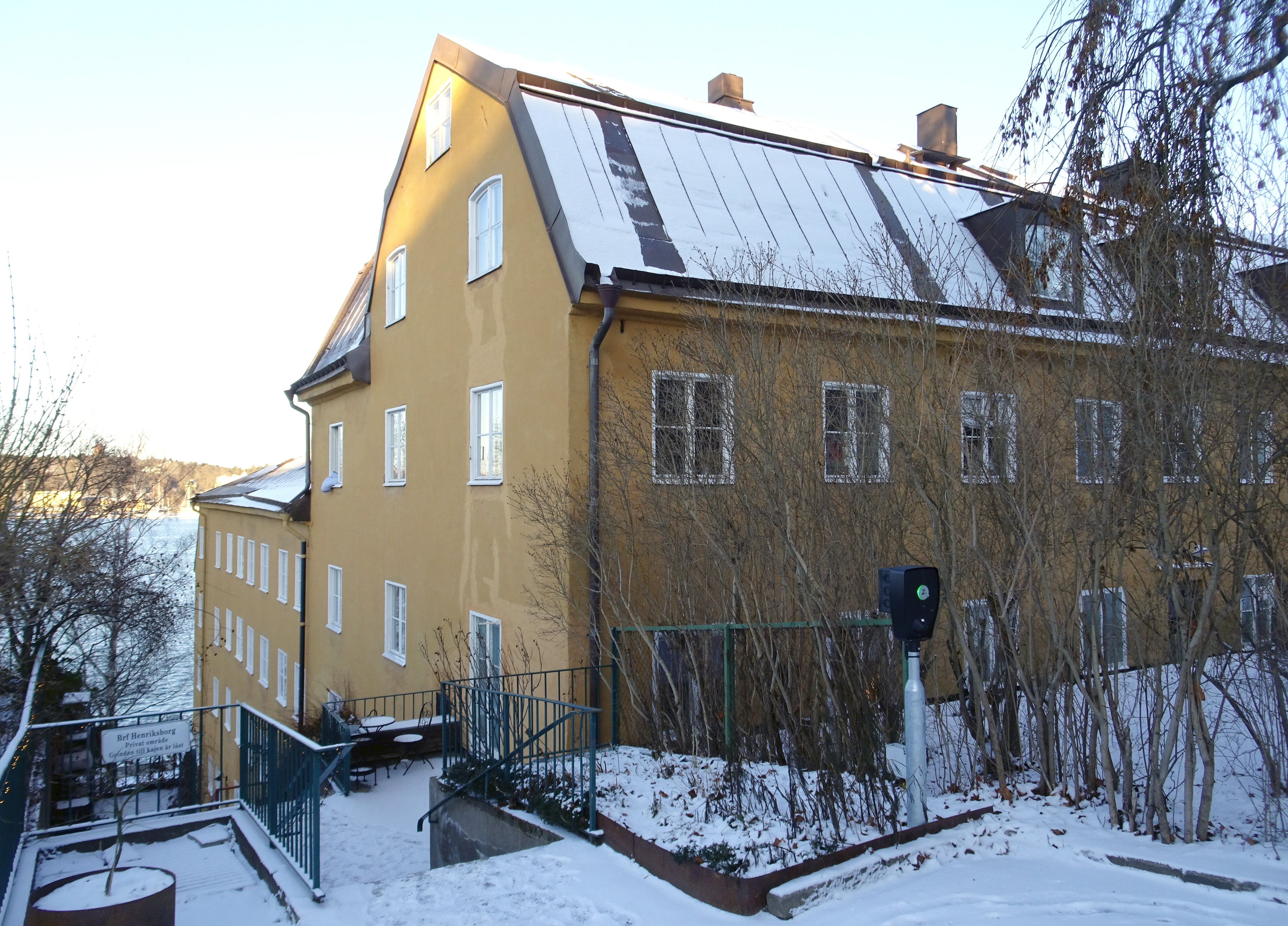
Fasad mot väster.